# Дождик, дождик, пуще!
«Дождик, дождик, пуще!» — советский короткометражный рисованный мультфильм 1982 года.

## Сюжет
Дедушка Гром с внуком Громиком, летая на туче, периодически поливали землю дождём. Внук следил за тем, когда надо было дождить и звал дедушку, а Гром бил в гонг, вызывая раскаты грома, молнии и дождь. Громик мечтал ударить в гонг, но строгий Гром не разрешал, объясняя это разделением их обязанностей.

Надоело внуку слушаться дедушку и решил он греметь самостоятельно. Не удержавшись и случайно упав с тучи, Громик попал в город, в котором давно не было дождя. Наивный Громик пытался греметь жестяной крышей дома, водосточной трубой и музыкальной тарелкой, считая, что наконец-то делает такое же важное дело, как и его дедушка Гром. Но уставшим от засухи жителям это было не интересно, так как они ждали настоящего дождя.

Поняв это, Громик вернулся обратно на тучу и с радостью принялся снова помогать дедушке Грому, чтобы тот мог полить долгожданным дождём город.

## Съёмочная группа
- Автор сценария: Жанна Витензон
- Режиссёр: Борис Храневич
- Художник-постановщик: Иван Будз
- Оператор: Анатолий Гаврилов
- Композитор: Иван Карабиц
- Звукооператор: И. Мойжес
- Ассистенты: А. Лапчинская, А. Савчук, С. Васильева
- Художники-мультипликаторы: М. Титов, Константин Чикин, В. Врублевский, Э. Перетятько, И. Бородавко, Игорь Ковалёв
- Редактор: Светлана Куценко
- Директор картины: И. Мазепа

## Роли озвучили
- Людмила Логийко — мальчик с корабликом
- Аркадий Гашинский — Дедушка Гром
- Богдан Бенюк
- Давид Бабаев
- Владимир Коршун
- Вячеслав Сланко
- Юрий Самсонов